# Orvosegyetem Sport Club
Orvosegyetem Sport Club ou OSC é um clube de polo aquático da cidade de Budapeste, Hungria.

## História
O clube foi fundado em 1957. 

## Títulos
- Liga Húngara de Polo aquático (7)
  - 1969-1974 a 1978